# Чумацький провулок (Київ, Подільський район)
Чума́цький прову́лок — зниклий провулок, що існував у Подільському районі міста Києва, місцевість Вітряні гори. 

## Історія
Провулок виник у 1-й половині XX століття під назвою 227-ма Нова вулиця, з 1944 року — Сонний провулок. Назву Чумацький провулок отримав 1955 року.
Ліквідований у зв'язку з переплануванням міста 1977 року.